# 長福寺 (名古屋市緑区)
長福寺（ちょうふくじ）は、愛知県名古屋市緑区にある西山浄土宗（浄土宗西山派の一派）の寺院である。

## 概要
山号を和光山（わこうざん）、院号を天沢院（てんたくいん）と称する。本尊は阿弥陀如来である。1560年6月12日（永禄3年5月19日）の桶狭間の戦いにおいて敗死した今川義元の供養寺として知られている。

## 沿革
『張州雑志』には美濃国山県郡溝口村にある慈恩寺の末寺とある。開山は室町時代後期（戦国時代）の1538年（天文7年）、善空南立（ぜんくうなんりゅう）上人によるといい、桶狭間の戦いの折りには当地に到着した今川勢を饗応し、労をねぎらったという逸話を持つ。
ただし、『張州雑志』によるところの善空南立の没年は1701年（元禄14年）とあり、室町時代後期の開山からその死までの期間が少なくとも160年以上を数えるというのは不合理であるため、彼は江戸時代初期の僧侶であり、当時衰退していた長福寺を立て直した中興の開山としてその名を残しているとする見方もある。『尾張徇行記』においても、長福寺草創の由来は知れず、中興開山が善空南立であるとしている。
また、長福寺の創建は天文期ではなく桶狭間の戦いの後の1569年（永禄12年）だとする説もあるが、室町時代後期という時期は共通している。なお、桶狭間の地には古く、日観上人という日蓮宗大本山法華経寺の僧侶が道場を開いて教化にあたっていたという伝承があり、法華寺（ほけでら）と呼ばれたその道場がいつしか追分に移転し、廃寺になっていたところに再興されたのが長福寺だとする見解を、『有松町史』は示している。いずれにせよ桶狭間の戦いの時点で、法華寺であれ長福寺であれ当地に寺が存在していた可能性はある。
18世紀初頭には荒廃が進んでいたとされるが、1740年（元文5年）に住職となった観岳上人が堂宇をすべて再築したという。天明年間（1781年-1788年）には火災が起き、寺宝焼失の憂き目に遭っている。

## 伽藍・文化財など
境内には本堂・薬師堂・観音堂・鐘楼などの堂宇があり、境内南側に蓮池と呼ばれる放生池が、境内の東奥に墓地が広がっている。山門から入った付近に大杉が一本立ちそびえているが、伝承では、今川義元の茶坊主であった林阿弥（りんあみ）がこの場所で主君の首実検を命ぜられたという。大杉は供養杉として長らく境内にあったが、1959年（昭和34年）の伊勢湾台風によって倒れ、現在は2代目である。なお、林阿弥は許されて故郷に帰ったが、後に回向のために当寺を訪れた際に納めた阿弥陀如来が現在の本尊であるという。伝承の真偽のほどは不明だが、当本尊が寛文年間（1661年-1673年）より以前から長福寺に安置されていたことは確実である。

寺宝として今川義元及び松井宗信の木像があり、その旨を示す標柱が境内に建っている。また、桶狭間合戦記・鎧・槍などを所蔵している。
長福寺の近隣にはため池「大池」があり、これを水源とする境川水系鞍流瀬川（くらながせがわ）が参道を分断し、現在は暗渠化されているもののかつては「浄土橋」と呼ばれる橋がかかっていたという。桶狭間の戦いの折り、この川は血で真っ赤に染まり、馬の鞍の流れる様子から鞍流瀬川と名づけられたともいわれる。浄土橋という名にも、大量の戦死者への供養の意が込められていたという。

## 長福寺の所在地「桶狭間」
長福寺の所在地である桶狭間はかつて桶迫間・桶廻間・桶狭などと記され、知多郡に所属する尾張藩領の村であった。1878年（明治11年）に「桶狭間」の表記に統一されると共に同郡共和村の一部になったが1881年（明治14年）に再び分村し独立、1889年（明治22年）には市制・町村制施行に伴う桶狭間村となるものの、極度の財政難から単独で存続することが叶わず1892年（明治25年）には再度共和村の一部となる。1893年（明治26年）に共和村から離脱し有松町に編入、旧有松町は有松町大字有松に、桶狭間村は有松町大字桶狭間となる。1964年（昭和39年）12月1日、有松町は大高町と共に名古屋市と合併、緑区に編入され、桶狭間は名古屋市緑区有松町大字桶狭間となる。
2010年（平成22年）11月6日には、緑区内で町名及び町界の変更が実施されたことに伴い、長福寺の地籍も緑区有松町大字桶狭間字寺前14番地から緑区桶狭間427番地に変更されている。

## アクセス
参道沿いには参拝者用の駐車場がある。公共交通機関を利用する場合は、名鉄名古屋本線 有松駅にある名古屋市営バス「名鉄有松」バス停から「有松12号系統」あるいは「緑巡回系統」に乗車し、「桶狭間寺前」バス停で降車する（2015年（平成27年）3月現在）。なお、長福寺周辺には桶狭間の戦いにまつわる史跡が多く点在し、有松駅を起点もしくは終点として徒歩で史跡を巡りながら長福寺を訪れる参拝者・観光客も多い。

## ギャラリー

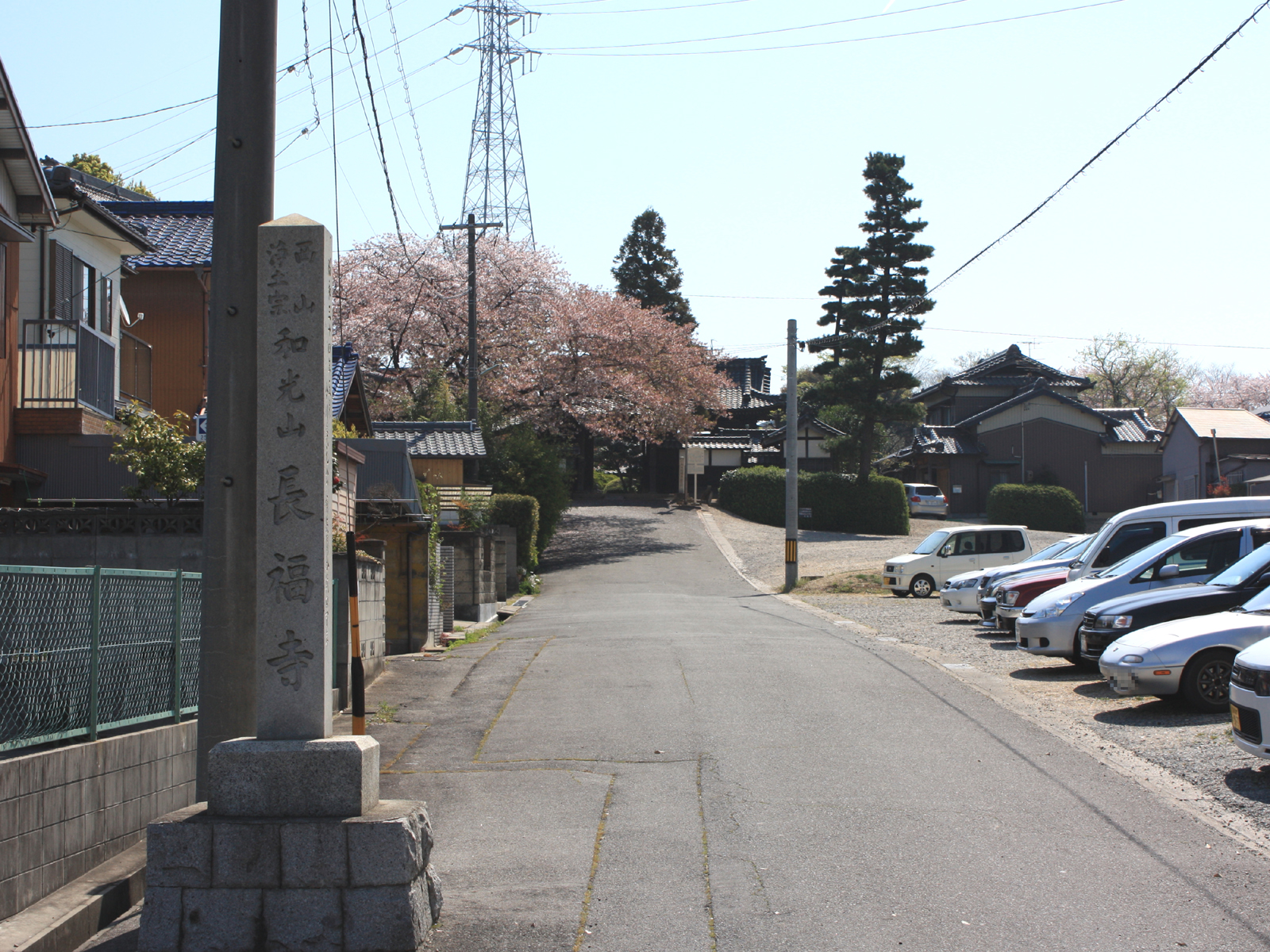
参道
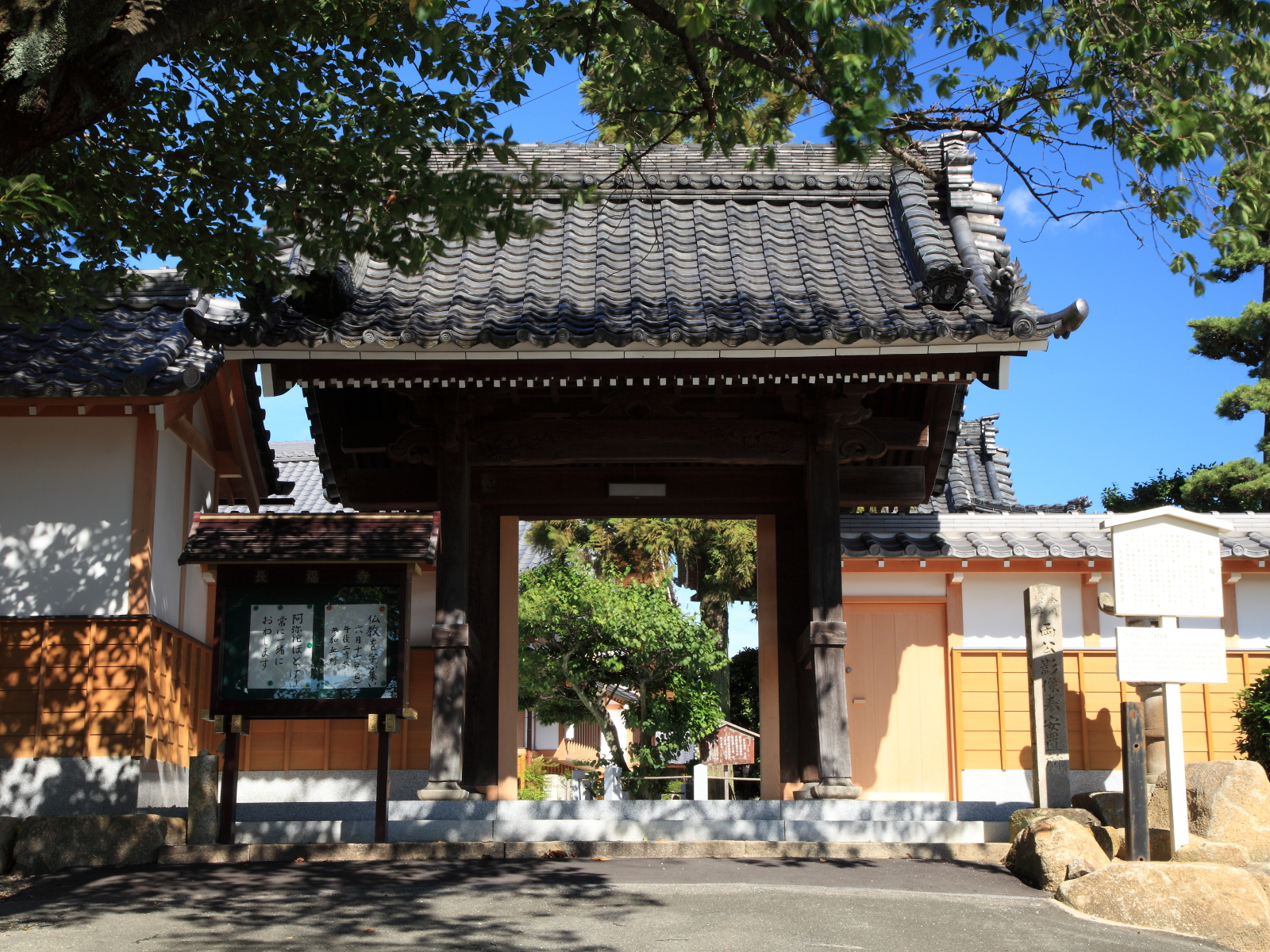
山門
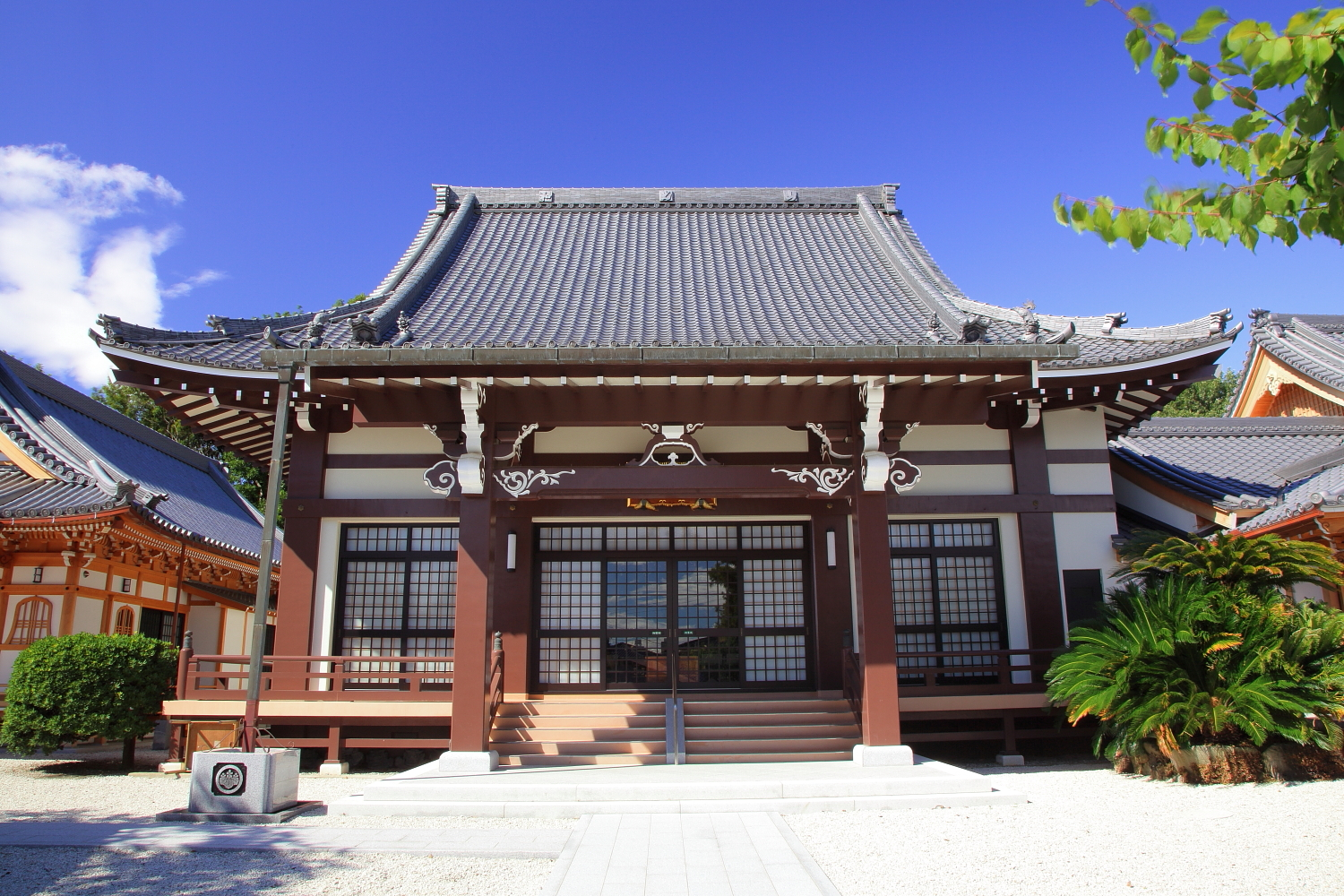
本堂
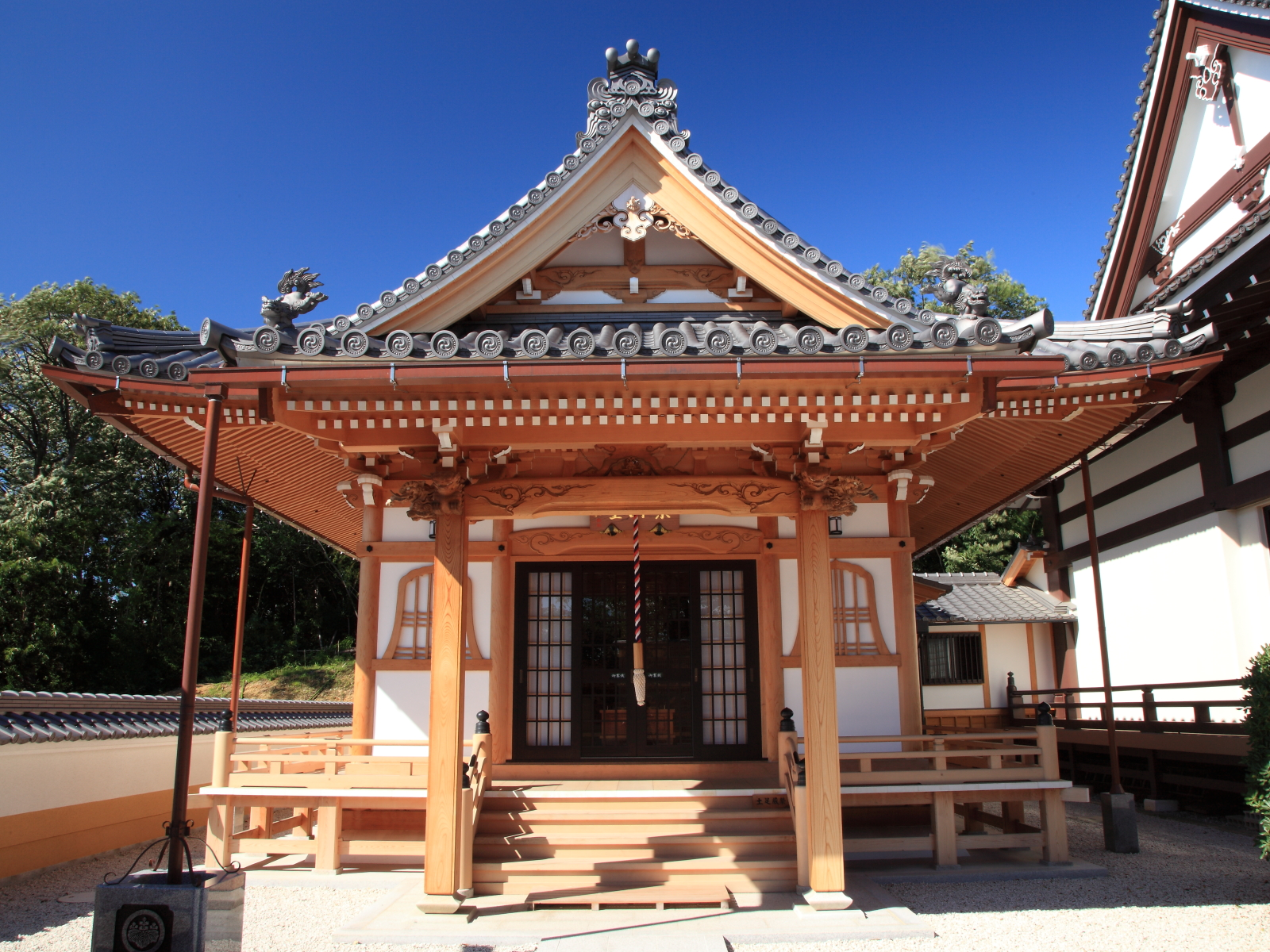
薬師堂
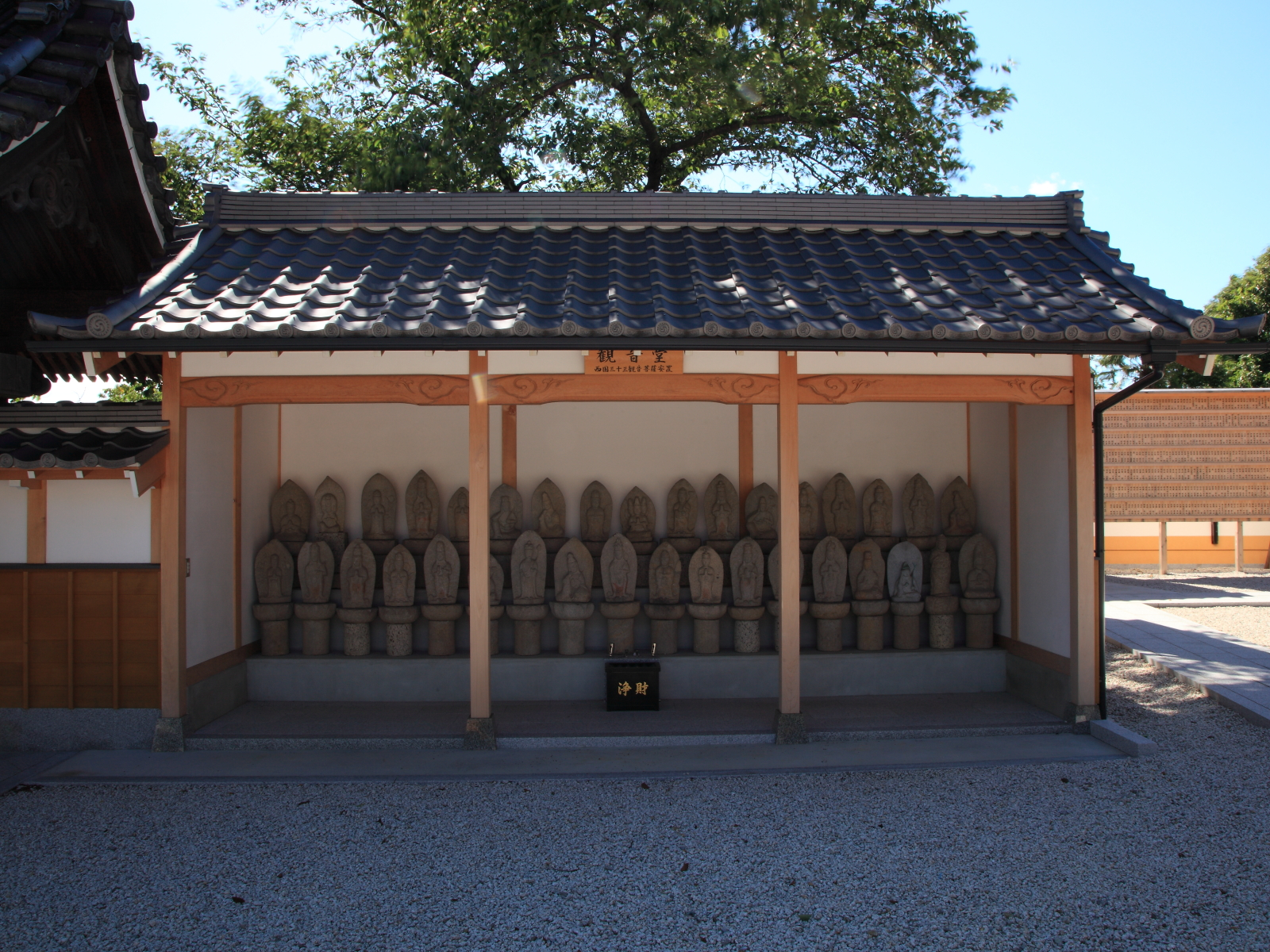
観音堂
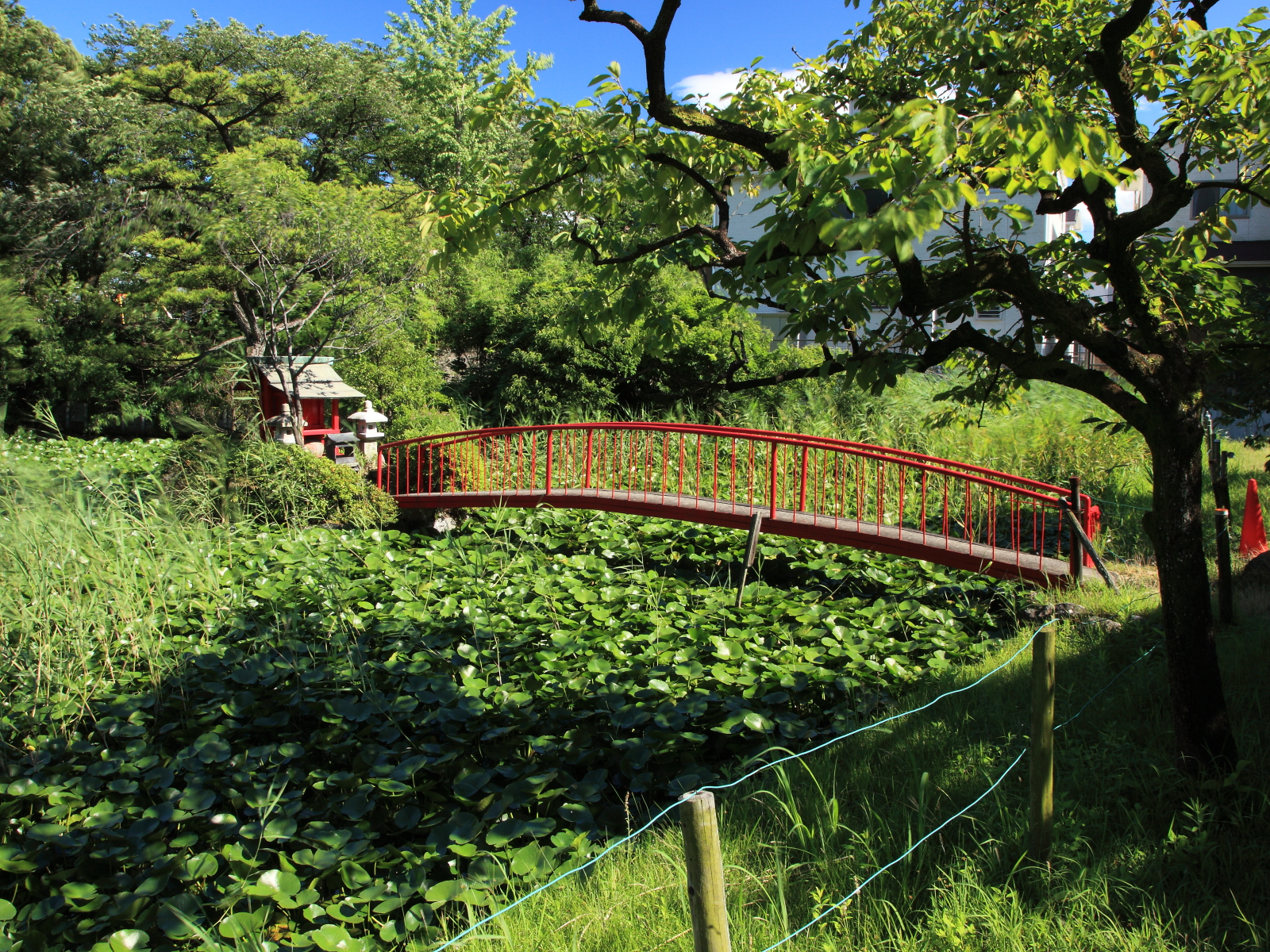
放生池（蓮池）
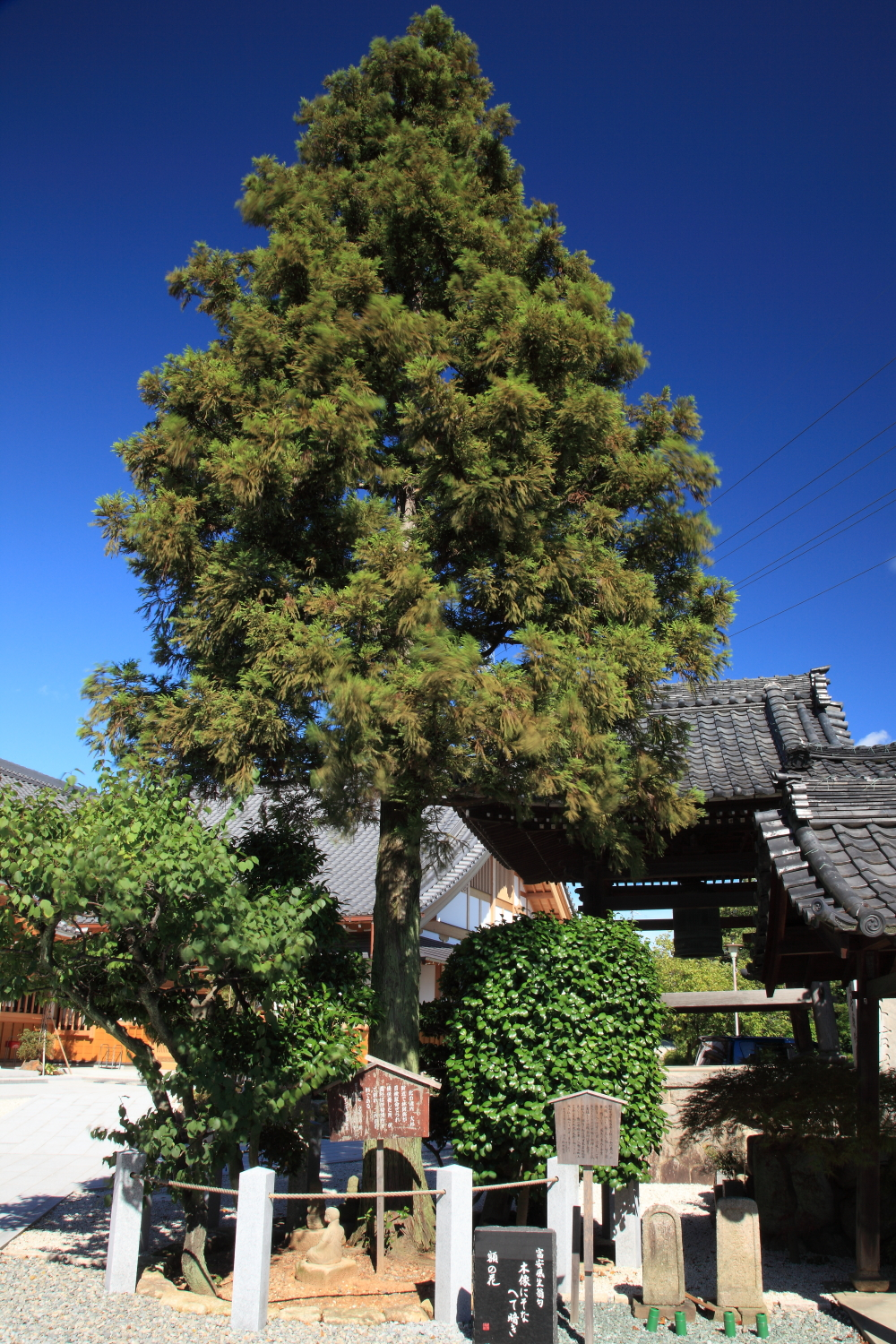
桶狭間合戦供養杉
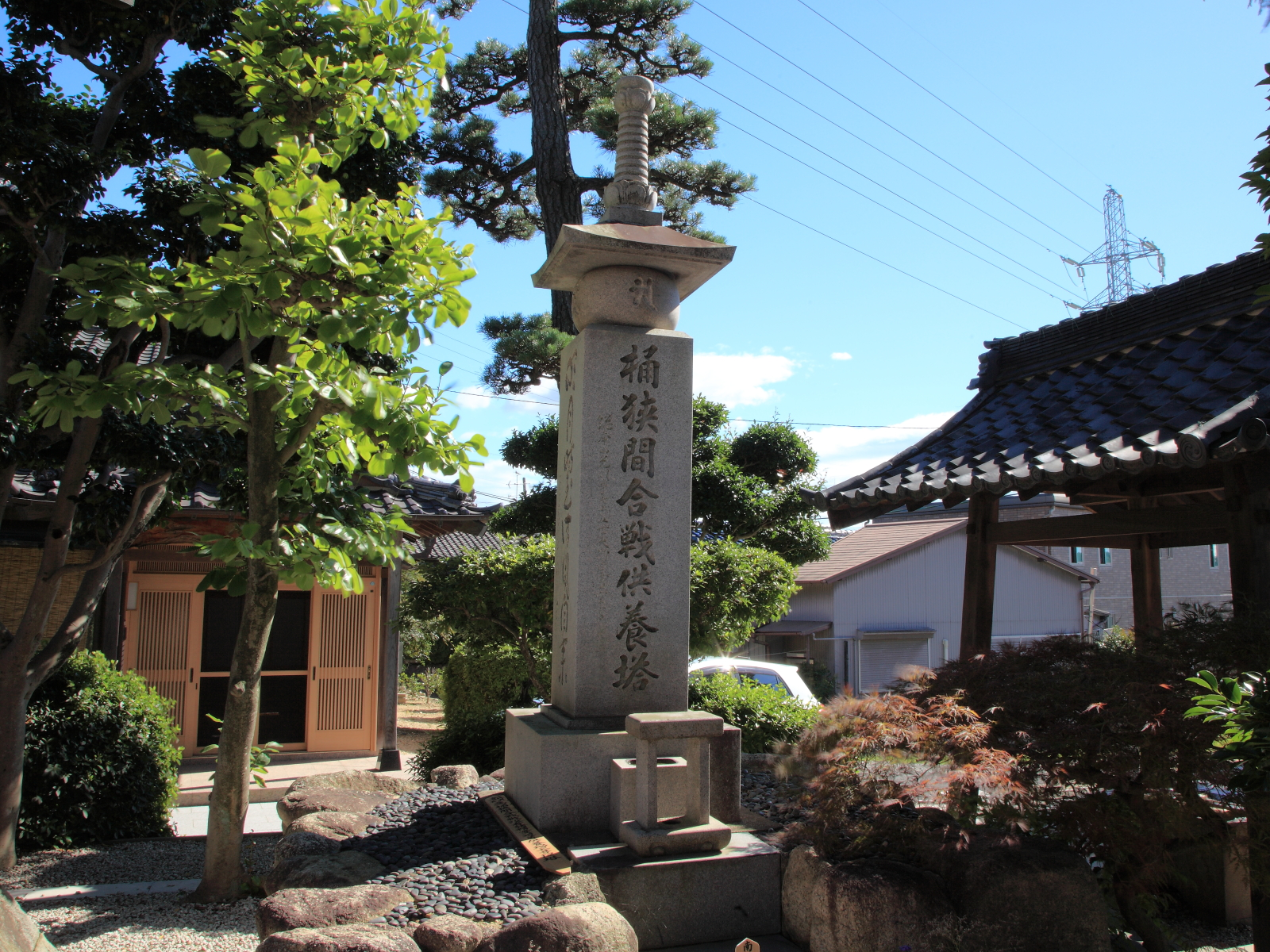
桶狭間合戦供養塔
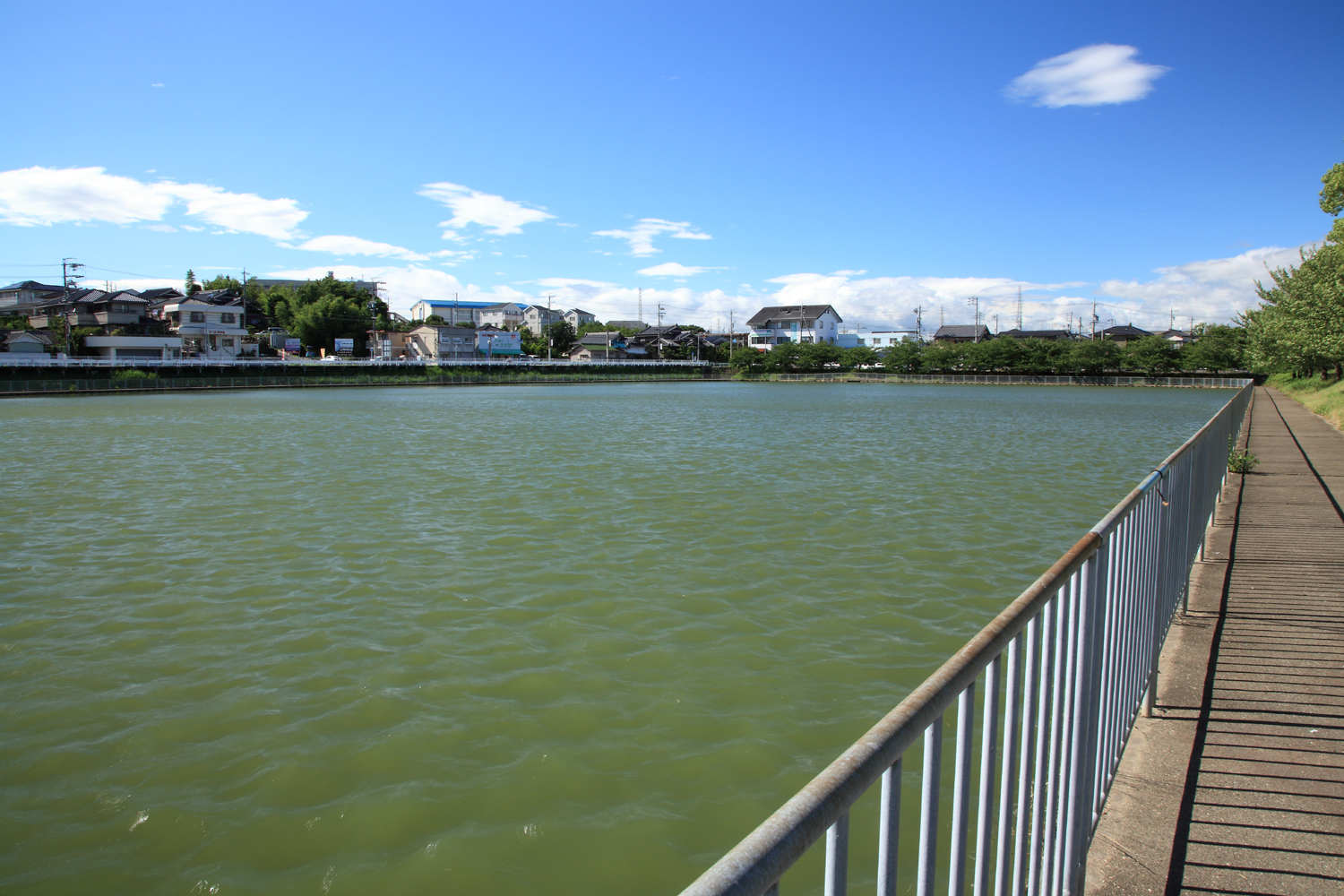
長福寺に隣接する大池